# خورخي بيريس (لاعب كرة قدم)
خورخي بيريس (بالإسبانية: Jorge Piris)‏ هو لاعب كرة قدم أرجنتيني في مركز الهجوم، ولد في 22 يوليو 1990 في سان مارتن في الأرجنتين. لعب مع نادي بالستينو.

## وصلات خارجية
- خورخي بيريس على موقع قاعدة بيانات كرة القدم.إي يو (الإنجليزية)
- خورخي بيريس على موقع Soccerway.com (الإنجليزية)
- خورخي بيريس على موقع AS.com (الإسبانية)